# Perc Westmore
Percival Harry Westmore (29 de octubre de 1904 – 30 de septiembre de 1970) fue un miembro prominente de la familia Westmore de artistas del maquillaje en Hollywood. Fue el jefe del departamento de maquillaje de la Warner Bros., y con sus hermanos fundó el salón de belleza "The House of Westmore" en Sunset Boulevard en Los Ángeles. Trabajó con reconocidas actrices de Hollywood de la época, como Lauren Bacall, Bette Davis y Kay Francis. Se casó en cuatro ocasiones, y recogió recortes de prensa relacionados con la familia Westmore a lo largo de su vida, que posteriormente fueron donados a la Academia de Artes y Ciencias Cinematográficas después de su muerte.

## Biografía
El salón de belleza House of Westmore fue abierto el 16 de abril de 1935, en Sunset Boulevard. Perc fue fundamental para acabar el proyecto, por que los hermanos se habían quedado sin dinero antes de acabarlo. Mientras trabajaba en Stranded, le contó a la actriz Kay Francis su difícil situación. Ella respondió entregándole un cheque en blanco para completar el proyecto, el cual cobró por 25.000 dólares. Francis, junto con otras estrellas del momento incluidas Marlene Dietrich, Clara Bow y Carole Lombard, posteriormente ayudaron a promocionar el salón.
Mientras era jefe del departamento de maquillaje de la Warner Brothers, introdujo varios cambios, como una descripción de tonos de color del cabello para utilizar diferentes tipos de maquillaje más apropiadamente. Mientras que antes de Perc, los estudios describían a las actrices sencillamente como rubia o morena, Perc introdujo un gráfico de treinta cinco tonos solo de rubio. Durante la producción de una película, Perc creó una mano de látex detallada para un primer plano. Según el hermano de Perc, Frank, la mano era tan detallada que fue visitado por médicos para estudiarla y el proceso fue adaptado para su uso en la industria médica.
Perc participó en la gama de productos de belleza House of Westmore, y una promoción de la compañía regaló copias de "La guía de maquillaje de Perc Westmore". Uno de los anuncios describió a Perc como "responsable del peinado y maquillaje de estrellas tan grandes como  Bette Davis, Ann Sheridan, Merle Oberon, Olivia de Havilland, Brenda Marshall... y en un momento u otro ha trabajado con prácticamente todas las grandes estrellas de Hollywood".
Hizo un cameo en la película de 1937 Hollywood Hotel. Perc fue el maquillador de Bette Davis durante la filmación de Las vidas privadas de Elizabeth y Essex en 1939, donde se convirtió en la primera actriz de Hollywood en aparecer calva en pantalla (aunque en realidad solo unos centímetros de su cabello fue afeitado, para aparentar calva bajo pelucas). Esto no fue idea de Westmore, si no de Davis, que quería recrear a la reina Isabel con exactitud histórica. Casi cambió a Lauren Bacall a un estilo muy similar al de Marlene Dietrich para su primera prueba de cámara antes de su primera película para Warner Bros. Bacall entró en pánico ante la sugerencia y llamó al productor Howard Hawks quién le insistió a Perc que la dejara como estaba.
En 1951, trabajó con la Marina de los Estados Unidos para desarrollar un peinado corto para su personal femenino que resistiera la brisa marina e impidiera al cabello caer contra el cuello, lo que en ese momento era contrario a las regulaciones. Perc murió de un ataque al corazón el 30 de septiembre de 1970, en su casa en North Hollywood. Está enterrado en Glendale, en  el Forest Lawn Memorial Park. Fue póstumamente nominado a Logros Excepcionales en Maquillaje en la 23ª entrega de los premios Emmy en 1971 por su trabajo en The Thrid Bill Cosby Special. El premio fue para Robert Dawn por Misión: Imposible.
El 3 de octubre de 2008, la familia Westmore recibió una estrella en el Paseo de la fama de Hollywood por su trabajo en la industria cinematográfica.

## Vida personal
Perc era miembro de la conocida familia Westmore, y hermano gemelo de Ern Westmore. Se rumoreó que Perc tuvo un romance con Kay Francis, pero ninguna referencia a ello fue encontrada en los diarios de Francis. Se casó sucesivamente con Virginia Thomas, Gloria Dickson, Juliette Novis y Margaret Valetta. Estuvo también comprometido con Betty Hutton, que rompió el compromiso más tarde diciendo que era porqué le aburría.
Durante su matrimonio con Dickson, ella desapareció varios días con la historia llegando a los medios de comunicación. Adoptó una hija con Virginia Thomas, también llamada Virginia. Cuando el proceso de divorcio de Margaret Valetta se procesó en 1951 alegando crueldad, tenía un acuerdo firmado con Perc de que ella obtendría la custodia de Virginia.

## Legado
Perc Westmore recogió numerosos recortes de prensa y grabaciones sobre él y su familia. La colección combinada de 42 álbumes de recortes, además de grabaciones y material manuscrito fue donada por Ola Carroll Westmore a la Academia de Artes y Ciencias Cinematográficas en 1971 después de su muerte.

## Filmografía parcial
- The Greater Glory (1925)
- The Lost World (1925)
- The Man Who Played God (1932)
- Mystery of the Wax Museum (1933)
- The Roaring Twenties (1939)
- Dodge City (1939)
- The Private Lives of Elizabeth and Essex (1939)
- It All Came True (1940)
- They Drive by Night (1940)
- The Maltese Falcon (1941)
- High Sierra (1941)
- Sergeant York
- They Died with Their Boots On (1941)
- Gentleman Jim (1942)
- Larceny, Inc. (1942)
- La extraña pasajera (Now, Voyager, 1942)
- All Through the Night (1942)
- Casablanca (1942)
- Action in the North Atlantic (1943)
- Destination Tokyo (1943)
- Passage to Marseille (1944)
- Arsenic and Old Lace (1944)
- Mr. Skeffington (1944)
- The Mask of Dimitrios (1944)
- To Have and Have Not (1944)
- Objective, Burma! (1945)
- Mildred Pierce (1945)
- Night and Day (1946)
- Humoresque (1946)
- Deception (1946)
- The Time, the Place and the Girl (1946)
- My Wild Irish Rose (1947)
- Possessed (1947)
- Dark Passage (1947)
- The Treasure of the Sierra Madre (1948)
- Romance on the High Seas (1948)
- Two Guys from Texas (1948)
- Adventures of Don Juan (1948)
- One Sunday Afternoon (1948)
- Key Largo (1948)
- Rope (1948)
- Flamingo Road (1949)
- Beyond the Forest (1949)
- The Fountainhead (1949)
- White Heat (1949)
- Chain Lightning (1950)
- The Damned Don't Cry (1950)
- Caged (1950)
- Bright Leaf (1950)
- Storm Warning (1951)
- The Good Guys and the Bad Guys (1969)
- There Was a Crooked Man... (1970)

## Trabajos publicados
- Westmore, Perc (1956). The Westmore Beauty Book. Chicago: Melvin Korshak Publishers.